# Kristo Tohver
Kristo Tohver (Tartu, 11 giugno 1981) è un arbitro di calcio estone.

## Carriera
Kristo Tohver è internazionale dal 1º gennaio 2010.
Nel maggio 2011 viene convocato dall'UEFA in vista del campionato europeo di calcio Under 17 in Serbia.  Nell'occasione è designato per due partite della fase a gironi, e successivamente dirige la finalissima del torneo, tra Germania e Paesi Bassi.
Poco dopo fa il suo esordio in una gara tra nazionali maggiori, dirigendo un'amichevole tra Galles ed Australia.
Nel 2012, dopo aver diretto alcune gare di qualificazione al campionato europeo di calcio Under 21, ha anche diretto una gara tra nazionali maggiori valevole per le qualificazioni al mondiale del 2014. Nell'ottobre 2012 ha fatto il suo esordio nella fase a gironi dell'Europa League, dirigendo un match tra i norvegesi del Molde e i tedeschi dello Stoccarda.
Nel giugno 2013 è selezionato dall'UEFA in qualità di arbitro di porta per gli Europei under 21 in Israele.